# Webley Pryse

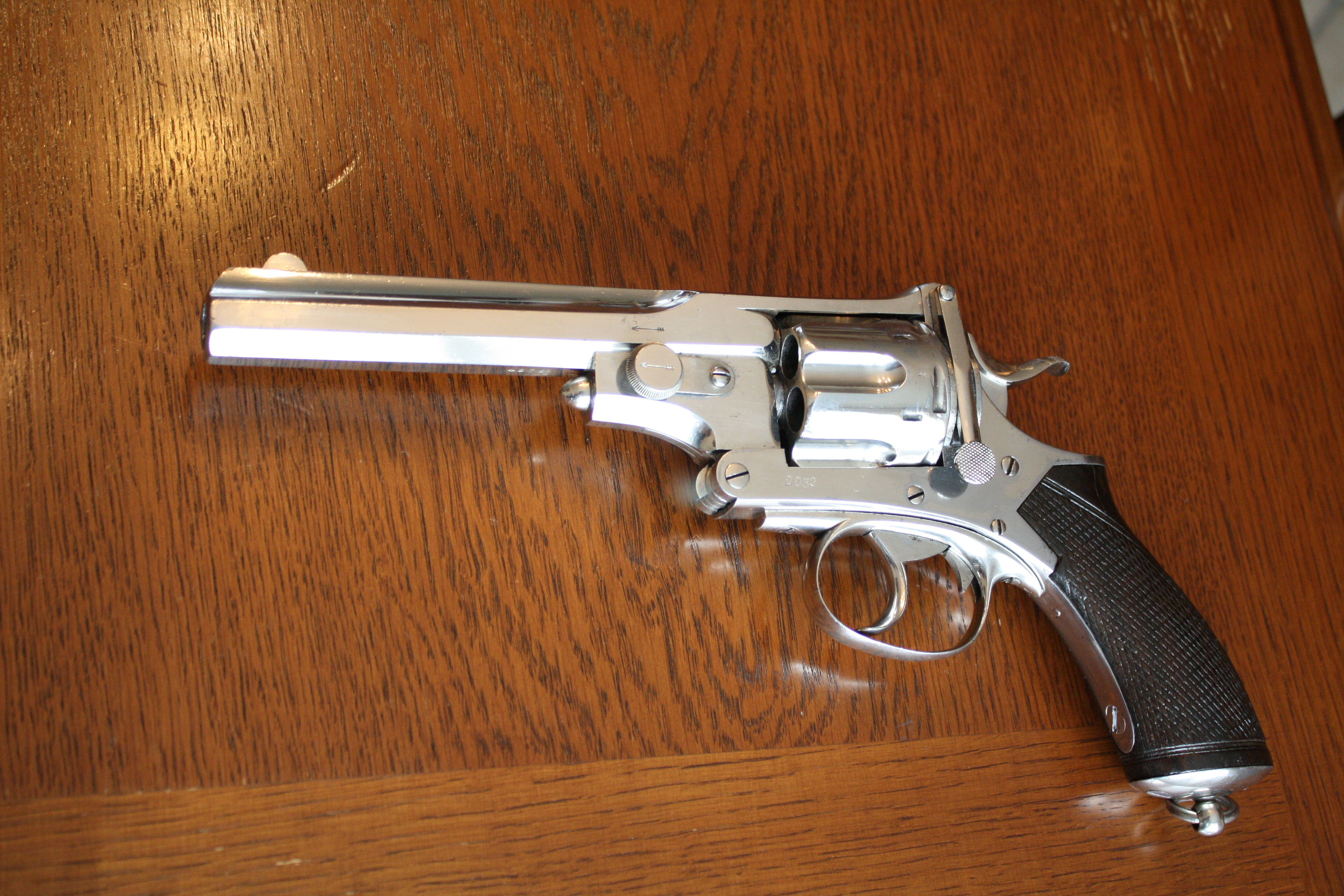
Webley n°4 Pryse.

Le Webley n°4, connu également sous le nom Pryse, est un révolver.

## Description
Le Webley n°4 Pryse est le premier révolver Webley à brisure, précurseur d'une longue série qui va faire connaître cette firme dans le monde entier. Brisure signifie que l'arme s'ouvre en deux après déverrouillage du bâti, pour permettre le chargement ou l'éjection des douilles tirées. Le Pryse possède deux clavettes de verrouillage, situées de part et d'autre du chien. C'est également le premier Webley à chien rebondissant. Une autre caractéristique est le gros bouton de blocage du barillet qui se trouve sur le côté gauche. L'arme est le fruit d'une collaboration entre Charles Pryse qui a breveté ce système de verrouillage du barillet et la firme Webley.
Ce révolver a équipé la gendarmerie royale d'Irlande (Royal Irish Constabulary) en version canon court et nombre d'officiers de l'armée anglaise en version canon long. Il a été employé dans les guerres coloniales en Afrique du Sud contre les Zoulous (1879), en Afghanistan (1880) et au Soudan (1885). Comme les officiers devaient acheter eux-mêmes leur arme de service, ils n'ont pas hésité à s'équiper du meilleur modèle du moment. 
Conçu initialement en 1876 pour la cartouche calibre 450, on en trouve de nombreux exemplaires en calibres 476 et 455, ce qui prouve que ce révolver était encore produit  après 1887, date de la création de cette dernière cartouche. A l'usage, l'arme s'avère précise et sa mécanique est d'une douceur inhabituelle pour les armes de cette époque.
En dehors de Webley, de nombreux armuriers anglais l'ont vendue sous leurs signatures,  Wilkinson - Adams - Tranter - Hollis et Son - John Rigby & Co, Army & Navy Stores....
Entre ces différents fabricants, il peut exister des différences au niveau de la platine (mécanisme interne).
L'armurier belge Philippe Counet a également breveté un semblable système de fermeture de carcasse à double verrouillage et de nombreuses armes liégeoises, plus ou moins fidèles  ont été fabriquées, entre autres par Auguste Francotte en divers calibres jusqu'au 577.

## Fiche technique du Webley n°4 Pryse
- Mécanisme : Double action, ouverture par brisure avec éjection simultanée des douilles.
- Calibres principaux : 450, 476, 455 plus rarement 320, 380, 442, 44, 500, 577.
- Longueur du canon : 145 mm (version canon long)
- Longueur du révolver : 280  mm
- Capacité : 6 coups
- Poids : 1000 g
- Finition : bronzée ou nickelée
- Usage : Officiers de l'armée britannique et arme de police au Royaume-Uni et dans l'Empire britannique.
- Utilisateurs célèbres : le field-marshal Frederick Roberts (en 1880 : seconde guerre afghane, bataille de Kandahar),  Arthur Conan Doyle